# エス・ビルド
株式会社エス・ビルドは、大阪府大阪市中央区に本社をおく、オフィス内装を手掛ける企業。

## 概要
オフィス内装に特化した内装工事会社で、「唯一無二の内装工事会社」を標榜。オフィス改装、下請けに特化することで差別化を図り、独自路線を切り拓く。2003年の創業以降、20年連続で増収増益を達成。年間施工件数は2000件を超え、『丸の内ビルディング』『虎ノ門ヒルズ』『GINZA SIX』内や大阪・『あべのハルカス』『グランフロント大阪』『関西国際空港』内のオフィス・店舗内装なども手掛けた。経営ミッションを「変化と挑戦を楽しみ、ものづくりを通して"唯一無二"の価値を提供する」とし、社員の自発性を尊重し、既成概念や常識に縛らない社風を特徴とする。リーマンショック時に東京へ進出。
ITとは無縁の工事会社であったが、2017年に施工管理アプリANDPADを導入。工程管理及び案件管理の効率化を図る。自社ソフトを開発するなど、デジタル化にも取り組み、2017年、積算ソフト「建築の電卓」を販売開始。コロナ禍中にも、新たにテーブル事業を始めるなど、常に積極姿勢を見せる。経営陣と社員の間から垣根を取り払い、役職ではなく「さん」付けで呼び合う。社員の働き方改革にも積極的に取り組み、平均年齢は31歳(業界平均44.5歳)。男女比率は1:1社員の半分以上が文系出身。

## 事業内容
以下の3つの事業からなる。

### オフィスインテリアコンストラクション事業
- オフィス内装工事一式
- 原状回復工事一式

### アーキテクチュラルソフトウェア事業
2017年より"本当に使える便利なソフト"をテーマに自社で積算ソフトの開発を開始。2019年4月より躯体情報から必要な部材の材料を瞬時に計算できるソフト「建築の電卓」の販売を開始。300社以上の販売実績。

### レジンプロダクト事業
2020年、レジンテーブルブランド「MURUI」を立ち上げ、製造から販売まですべて自社で行う。ブランド名は、独自の発想や想像力で他にはない「無類（＝MURUI）のレジンテーブルブランドになりたい」の意味。
以上出典

## 沿革
- 2003年 - 8月、設立[10]。
- 2004年 - 7月、新大阪に事務所移転。
- 2007年 - 8月、木川東に事務所を拡張移転。
- 2010年 - 5月、株式会社エス・ビルド 東京支店設立。
- 2012年 - 1月、東京支社を千代田区に移転。
- 2013年 - 6月、年商10億円突破。11月、大阪本社を東天満に拡張移転。
- 2014年
  - 1月、従業員主導の『イイネプロジェクトS』立ち上げ。
  - 11月、東京支社を台東区に移転。
- 2017年 - 1月、大阪本社を北浜に拡張移転。内装材拾い出しソフト『建築の電卓』開発開始。
- 2019年- 4月、積算ソフト『建築の電卓』バージョン2.0をリリース。
- 2020年 - 9月15日、内装工事店向け積算ソフト「建築の電卓」の特徴や利点を紹介するマンガをホームページ上で公開[11]。
- 2021年 - 8月、国内で採れる天然木を使ったレジンテーブルのブランド「MURUI」を開始[12][8]。
- 2022年
  - 5月、レジンテーブル『MURUI』製造工場 銘木町ラボ新設。
  - 10月、レジンテーブル『MURUI』専門店 南堀江店オープン。
- 2023年
  - 6月、年商30億円突破。
  - 9月、レジンテーブル『MURUI』 尼崎工場設立（260坪）。

出典

## 所在地

### 大阪本社
大阪府大阪市中央区道修町1-5-18 朝日生命道修町ビル1F

### 東京支社
東京都台東区柳橋1-1-11 イーストサイドビル1F

### 大阪物流倉庫
大阪府大阪市東淀川区豊里1-8-8 1F

### 東京物流倉庫
東京都墨田区立川2-9-12

### MURUI　尼崎工場
兵庫県尼崎市次屋2-1-52

## 参考サイト
- Professional Online 澤口　貴一（さわぐち・たかいち）株式会社エス・ビルド 代表取締役